# アメリカ合衆国のバスケットボール選手一覧
<バスケットボール選手一覧
アメリカ合衆国のバスケットボール選手一覧（アメリカがっしゅうこくのバスケットボールせんしゅいちらん） : アメリカ合衆国のバスケットボールの選手の、姓の五十音順の一覧。

## あ行
- アレン・アイバーソン (Allen Iverson)
- ヴァル・アッカーマン (Val Ackerman)
- アルヴァン・アダムス (Alvan Adams)
- ネイト・アーチボルト (Nate Archibald)
- ロン・アーテスト (Ron Artest)
- リック・アデルマン (Rick Adelman)
- チャッキー・アトキンス (Chucky Atkins)
- アル・アットルス (Al Attles)
- ウェイン・アーノルド (Wayne Arnold)
- カイリー・アービング (Kyrie Irving)
- ジュリアス・アービング (Julius Erving)
- カリーム・アブドゥル＝ジャバー (Kareem Abdul-Jabbar)
- シャリーフ・アブドゥル＝ラヒム (Shareef Abdur-Rahim)
- マクムード・アブドゥル＝ラウーフ (Mahmoud Abdul-Rauf)
- ダレル・アームストロング (Darrell Armstrong)
- B・J・アームストロング (B.J. Armstrong)
- ポール・アリジン (Paul Arizin)
- コートニー・アレクサンダー (Courtney Alexander)
- ヴィクター・アレクサンダー (Victor Alexander)
- テリー・アレン (Terry Allen)
- トニー・アレン (Tony Allen)
- レイ・アレン (Ray Allen)
- レッド・アワーバック (Red Auerbach)
- ウェス・アンセルド (Wes Unseld)
- カーメロ・アンソニー (Carmelo Anthony)
- グレッグ・アンソニー (Greg Anthony)
- クリス・アンダーセン (Chris Andersen)
- ウィリー・アンダーソン (Willie Anderson)
- ケニー・アンダーソン (Kenny Anderson)
- シャンドン・アンダーソン (Shandon Anderson)
- デレック・アンダーソン (Derek Anderson)
- ニック・アンダーソン (Nick Anderson)
- ザック・アンドリュース (Zach Andrews)
- アンドレ・イグダーラ (Andre Iguodala)
- ダン・イッセル (Dan Issel)
- バイロン・イートン (Byron Eaton)
- メルヴィン・イーライ (Melvin Ely)
- ボビー・ヴァンツァー (Bobby Wanzer)
- アラン・ウィギンズ (Alan Wiggins)
- シドニー・ウィックス (Sidney Wicks)
- ウィリー・ヴィーズリー (Willie Veasley)
- サム・ウィラード (Sam Willard)
- チャーリー・ヴィラヌエヴァ (Charlie Villanueva)
- アーロン・ウィリアムス (Aaron Williams)
- ジェイソン・ウィリアムス (Jason Williams)
- ジェイ・ウィリアムス (Jay Williams)
- シェルデン・ウィリアムス (Shelden Williams)
- ジェローム・ウィリアムス (Jerome Williams)
- ジェワッド・ウィリアムス (Jawad Williams)
- デロン・ウィリアムス (Deron Williams)
- ハーブ・ウィリアムス (Herb Williams)
- ポール・ウィリアムス (Paul Williams)
- マイケル・カーター＝ウィリアムス (Michael  Carter＝Williams)
- マーカス・ダレル・ウィリアムス (Marcus Darrell Williams)
- マーカス・エリオット・ウィリアムス (Marcus Eliot Williams)
- マービン・ウィリアムス (Marvin Williams)
- ワキ・ウィリアムス (Waki Williams)
- エマニュエル・ウィリス (Emanuel Willis)
- ドミニク・ウィルキンス (Dominique Wilkins)
- レニー・ウィルキンス (Lenny Wilkens)
- ブライアン・ウィンターズ (Brian Winters)
- ディオン・ウェイターズ (Dion Waiters)
- ドウェイン・ウェイド (Dwyane Wade)
- リンジー・ウェイレン (Lindsay Whalen)
- クラレンス・ウェザースプーン (Clarence Weatherspoon)
- テレサ・ウェザースプーン (Teresa Weatherspoon)
- ニック・ウェザースプーン (Nick Weatherspoon)
- ジェリー・ウェスト (Jerry West)
- デロンテ・ウェスト (Delonte West)
- デビッド・ウェスト (David West)
- ポール・ウェストファル (Paul Westphal)
- ラッセル・ウェストブルック (Russell Westbrook)
- デイビッド・ウェズリー (David Wesley)
- ビル・ウェニントン (Bill Wennington)
- クリス・ウェバー (Chris Webber)
- ダリル・ウェブ (Darryl Webb)
- ロドニー・ウェブ (Rodney Webb)
- ボブ・ヴェルガ (Bob Verga)
- トーマス・ウェルシュ (Thomas Welsh)
- ボンジー・ウェルズ (Bonzi Wells)
- アントワン・ウォーカー (Antoine Walker)
- タイラン・ウォーカー (Tyran Walker)
- チェット・ウォーカー (Chet Walker)
- ジェームズ・ウォージー (James Worthy)
- チャーリー・ウォード (Charlie Ward)
- ハキム・ウォリック (Hakim Warrick)
- ジョン・ウォール (John Wall)
- レックス・ウォルターズ (Rex Walters)
- レジー・ウォーレン (Reggie Warren)
- エリック・ウォルトン (Eric Walton)
- ビル・ウォルトン (Bill Walton)
- ルーク・ウォルトン (Luke Walton)
- ジョー・ウォルフィンガー (Joe Wolfinger)
- ラシード・ウォーレス (Rasheed Wallace)
- ブランドン・ウォレス (Brandon Wallace)
- ベン・ウォーレス (Ben Wallace)
- ジェラルド・ウォレス (Gerald Wallace)
- リッキー・ウッズ (Ricky Woods)
- ロレン・ウッズ (Loren Woods)
- デビン・ウスコスキ (Devin Uskoski)
- テレンス・ウッドベリー (Terrance Woodbury)
- クリス・エアー（Chris Ayer)
- ダニー・エインジ (Danny Ainge)
- ケビン・エドワーズ (Kevin Edwards)
- ジョン・エドワーズ (John Edwards)
- テレサ・エドワーズ (Teresa Edwards)
- タイリーク・エバンス (Tyreke Evans)
- ショーン・エリオット (Sean Elliott)
- アンディー・エリス (Andy Ellis)
- デイル・エリス (Dale Ellis)
- モンタ・エリス (Monta Ellis)
- ラフォンゾ・エリス (LaPhonso Ellis)
- カリッド・エル＝アミン (Khalid El-Amin)
- ウェイン・エンブリー (Wayne Embry)
- サイモン・オーガスタス (Seimone Augustus)
- チャールズ・オークリー (Charles Oakley)
- エメカ・オカフォー (Emeka Okafor)
- ラマー・オドム (Lamar Odom)
- グレッグ・オデン (Greg Oden)
- ジャーメイン・オニール (Jermaine O'Neal)
- シャキール・オニール (Shaquille O'Neal)
- エド・オバノン（Ed O'Bannon)
- チャールズ・オバノン（Charles O'Bannon)
- アキーム・オラジュワン (Hakeem Olajuwon)
- ロバート・オーリー (Robert Horry)
- ジョワン・オールドハム (Jawann Oldham)
- ラマーカス・オルドリッジ (LaMarcus Aldridge)
- マーク・オルバーディング (Mark Olberding)
- ドナ・オレンダー (Donna Orender)

## か行
- オースティン・カー (Austin Carr)
- ジョニー・カー (Johnny Kerr)
- スティーブ・カー (Steve Kerr)
- ジェローム・カーシー (Jerome Kersey)
- デマーカス・カズンズ (DeMarcus Cousins)
- アンソニー・カーター (Anthony Carter)
- ヴィンス・カーター (Vince Carter)
- ブライアン・カーディナル (Brian Cardinal)
- ビル・カートライト (Bill Cartwright)
- ケビン・ガーネット (Kevin Garnett)
- ジョージ・ガービン (George Gervin)
- ビリー・カミングハム (Billy Cunningham)
- リック・カーライル (Rick Carlisle)
- エディ・カリー (Eddy Curry)
- ジョージ・カール (George Karl)
- ジェイソン・キッド (Jason Kidd)
- ケリー・キトルズ (Kerry Kittles)
- アダム・キーフ (Adam Keefe)
- ダニエル・ギブソン (Daniel Gibson)
- サム・キャセール (Sam Cassell)
- タミカ・キャッチングズ (Tamika Catchings)
- マット・ギャリソン (Matt Garrison)
- マーカス・キャンビー (Marcus Camby)
- アーティス・ギルモア (Artis Gilmore)
- ボブ・クージー (Bob Cousy)
- ブライアン・クック (Brian Cook)
- ゲイル・グッドリッチ (Gail Goodrich)
- ドリュー・グッデン (Drew Gooden)
- シンシア・クーパー (Cynthia Cooper)
- アーチー・クラーク (Archie Clark)
- ジョーイ・グラハム (Joey Graham)
- ステファン・グラハム (Stephen Graham)
- ハービー・グラント (Harvey Grant)
- ホーレス・グラント (Horace Grant)
- ハル・グリアー (Hal Greer)
- ブリトニー・グライナー (Brittney Griner)
- キップ・クリスチャンソン (Kipp Christianson)
- ヨランダ・グリフィス (Yolanda Griffith)
- ブレイク・グリフィン (Blake Griffin)
- A.C.グリーン　（A.C. Green）
- オリエン・グリーン (Oriene Greene)
- ジェフ・グリーン (Jeff Green)
- クリス・クロフォード (Chris Crawford)
- ジャマール・クロフォード (Jamal Crawford)
- オースティン・クロージェア (Austin Croshere)
- クリス・ケイマン (Chris Kaman)
- ショーン・ケンプ (Shawn Kemp)
- デーブ・コーウェンス (Dave Cowens)
- ラリー・コステロ (Larry Costello)
- エド・コータ (Ed Cota)
- ベン・ゴードン (Ben Gordon)
- チャック・コナーズ (Chuck Connors)
- カイル・コーバー (Kyle Korver)
- グレン・コムズ (Glen Combs)
- トム・ゴーラ (Tom Gola)
- ジェイソン・コリンズ (Jason Collins)
- ジャロン・コリンズ (Jarron Collins)
- ダグ・コリンズ (Doug Collins)
- ジョー・コールドウェル (Joe Caldwell)
- ジャック・コールマン (Jack Coleman)
- ジーン・コンリー (Gene Conley)
- マイク・コンリー・ジュニア (Mike Conley Jr.)

## さ行
- ロニー・サイカリー (Rony Seikaly)
- ジェームズ・サイラス (James Silas)
- ポール・サイラス (Paul Silas)
- マックス・ザスロフスキー (Max Zaslofsky)
- ウォーリー・ザービアック (Wally Szczerbiak)
- ウォルター・ザービアック (Walter Szczerbiak)
- ネイト・サーモンド (Nate Thurmond)
- ジョン・サリー (John Salley)
- ジャマール・サンプソン (Jamal Sampson)
- ラルフ・サンプソン (Ralph Sampson)
- ドルフ・シェイズ (Dolph Schayes)
- エリック・ジェイコブセン (バスケットボール) (Eric Jacobsen)
- アントワン・ジェイミソン (Antawn Jamison)
- ブランドン・ジェニングス (Brandon Jennings)
- リチャード・ジェファーソン (Richard Jefferson)
- ジェローム・ジェームス (Jerome James)
- マイク・ジェームス (Mike James)
- レブロン・ジェームズ (LeBron James)
- ボビー・シモンズ (Bobby Simmons)
- ジム・ジャクソン (Jim Jackson)
- フィル・ジャクソン (Phil Jackson)
- マーク・ジャクソン (Mark Jackson)
- マイケル・ジャクソン (Michael Jackson)
- スティーブン・ジャクソン (Stephen Jackson)
- マイケル・ジョーダン (Michael Jordan)
- アスジャ・ジョーンズ (Asjha Jones)
- エディー・ジョーンズ (Eddie Jones)
- サム・ジョーンズ (Sam Jones)
- ジェームズ・ジョーンズ (James Jones)
- ジュメイン・ジョーンズ (Jumaine Jones)
- デイモン・ジョーンズ (Damon Jones)
- アミール・ジョンソン (Amir Johnson)
- ウェズリー・ジョンソン (Wesley Johnson)
- エイブリー・ジョンソン (Avery Johnson)
- ガス・ジョンソン (Gus Johnson)
- ケビン・ジョンソン (Kevin Johnson)
- シャノン・ジョンソン (Shannon Johnson)
- ジョー・ジョンソン (Joe Johnson)
- ジョージ・ジョンソン (George Johnson)
- ジョン・ジョンソン (John Johnson)
- チャールズ・ジョンソン (Charles Johnson)
- マジック・ジョンソン (Magic Johnson)
- ラリー・ジョンソン (Larry Johnson)
- ブライアン・シンプソン (Bryan Simpson)
- ストロマイル・スウィフト (Stromile Swift)
- ロバート・スウィフト (Robert Swift)
- シェリル・スウープス (Sheryl Swoopes)
- アマーレ・スタウダマイアー (Amare Stoudemire)
- サリム・スタウダマイアー (Salim Stoudamire)
- デイモン・スタウダマイアー (Damon Stoudamire)
- ジョン・スタークス (John Starks)
- ジェリー・スタックハウス (Jerry Stackhouse)
- マイケル・スチュワート (Michael Stewart)
- ドーン・ステイリー (Dawn Staley)
- ジョン・ストックトン (John Stockton)
- エリック・スノウ (Eric Snow)
- ラトレル・スプリーウェル (Latrell Sprewell)
- クレイグ・スミス (Craig Smith)
- ケイティ・スミス (Katie Smith)
- ケニー・スミス (Kenny Smith)
- ジョー・スミス (Joe Smith)
- ジョシュ・スミス (Josh Smith)
- ジェリー・スローン (Jerry Sloan)
- セドリック・セバロス (Cedric Ceballos)
- コディ・ゼラー (Cody Zeller)
- ニキーシャ・セレス (Nykesha Sales)
- アイザック・ソジャナー (Isaac Sojourner)
- オーティス・ソープ (Otis Thorpe)

## た行
- ケイティ・ダグラス (Katie Douglas)
- シャーマン・ダグラス (Sherman Douglas)
- エバン・ターナー (Evan Turner)
- マイケル・タブ (Michel Tabb)
- T・R・ダン (T.R. Dunn)
- ティム・ダンカン (Tim Duncan)
- エイドリアン・ダントリー (Adrian Dantley)
- ボブ・ダンドリッジ (Bob Dandridge)
- エリック・ダンピアー (Eric Dampier)
- ルイー・ダンピアー (Louie Dampier)
- マイク・ダンリービー・Sr (Mike Dunleavy Sr.)
- マイク・ダンリービー・Jr (Mike Dunleavy Jr.)
- ドン・チェイニー (Don Chaney)
- ウィルト・チェンバレン (Wilt Chamberlain)
- モーリス・チークス (Maurice Cheeks)
- クリス・チャイルズ (Chris Childs)
- ティナ・チャールズ (Tina Charles)
- タイソン・チャンドラー (Tyson Chandler)
- ジョシュ・チルドレス (Josh Childress)
- アイク・ディオグ (Ike Diogu)
- ホアン・ディクソン (Juan Dixon)
- ダン・ディッカウ (Dan Dickau)
- デイブ・ディバッシャー (Dave DeBusschere)
- アントニオ・デイヴィス (Antonio Davis)
- アンソニー・デイヴィス (Anthony Davis)
- ウォルター・デイビス (Walter Davis)
- デイル・デイヴィス (Dale Davis)
- ニック・デイヴィス (Nick Davis)
- バロン・デイヴィス (Baron Davis)
- ボブ・デイヴィス (Bob Davis)
- リッキー・デイヴィス (Ricky Davis)
- ドネル・テイラー (Donell Taylor)
- ブライアン・テイラー (Brian Taylor)
- アンドリュー・デクラーク (Andrew DeClercq)
- ウォルター・デュークス (Walter Dukes)
- キャンディス・デュプリー (Candice Dupree)
- ロナルド・デュプリー (Ronald Dupree)
- ジョー・デュマース (Joe Dumars)
- ケビン・デュラント (Kevin Durant)
- ジェイソン・テリー (Jason Terry)
- セバスチャン・テルフェア (Sebastian Telfair)
- エレーナ・デレ・ダン (Elena Delle Donne)
- ジャック・トゥィマン (Jack Twyman)
- マーカス・トニーエル (Marcus Toney-EL)
- アン・ドノバン (Anne Donovan)
- アイザイア・トーマス (Isiah Thomas)
- カート・トーマス (Kurt Thomas)
- ケニー・トーマス (Kenny Thomas)
- ティム・トーマス (Tim Thomas)
- タイラス・トーマス (Tyrus Thomas)
- ルディ・トムジャノビッチ (Rudy Tomjanovich)
- ダイアナ・トーラジ (Diana Taurasi)
- リード・トラビス (Reid Travis)
- ジョン・ドリュー (John Drew)
- クライド・ドレクスラー (Clyde Drexler)
- ティナ・トンプソン (Tina Thompson)
- デビッド・トンプソン (David Thompson)

## な行
- ウィリー・ナオルス (Willie Naulls)
- ボブ・ナッシュ (Bob Nash)
- ラリー・ナンス (Larry Nance)
- ジェフ・ニュートン (Jeff Newton)
- ジョニー・ニューマン (Johny Newman)
- マイク・ニューリン (Mike Newlin)
- ジェームズ・ネイスミス (James Naismith) - 本競技の考案者
- ジャミール・ネルソン (Jameer Nelson)
- ドン・ネルソン (Don Nelson)
- ジョアキム・ノア (Joakim Noah)
- ディアナ・ノーラン (Deanna Nolan)
- ムーチー・ノリス (Moochie Norris)

## は行
- カーク・ハインリック (Kirk Hinrich)
- ベイリー・ハウエル (Bailey Howell)
- シンシィ・パウエル (Cincy Powell)
- エディー・ハウス (Eddie House)
- アンソニー・パーカー (Anthony Parker)
- キャンデース・パーカー (Candace Parker)
- スマッシュ・パーカー (Smush Parker)
- チャールズ・バークレー (Charles Barkley)
- ジョン・パクソン (John Paxson)
- ウォルト・ハザード (Walt Hazzard)
- ハッピー・ハーストン (Happy Hairston)
- ユドニス・ハスレム (Udonis Haslem)
- ウェズリー・パーソン (Wesley Person)
- チャック・パーソン (Chuck Person)
- アンファニー・ハーダウェイ (Anfernee Hardaway)
- ティム・ハーダウェイ (Tim Hardaway)
- シェーン・バティエ (Shane Battier)
- ジェームス・ハーデン (James Harden)
- ルー・ハドソン (Lou Hudson)
- カロン・バトラー (Caron Butler)
- ジャッキー・バトラー (Jackie Butler)
- ミッチェル・バトラー (Mitchell Butler)
- ラシュアル・バトラー (Rasual Butler)
- スー・バード (Sue Bird)
- ラリー・バード (Larry Bird)
- ディック・バーネット (Dick Barnett)
- デレック・ハーパー (Derek Harper)
- ロン・ハーパー (Ron Harper)
- ジョン・ハブリチェック (John Havlicek)
- マット・ハープリング (Matt Harpring)
- ジョー・ハミルトン (Joe Hamilton)
- ゼンドン・ハミルトン (Zendon Hamilton)
- バーノン・ハミルトン (Vernon Hamilton)
- リチャード・ハミルトン (Richard Hamilton)
- ベッキー・ハモン (Becky Hammon)
- ジョン・バリー (Jon Barry)
- スクーター・バリー (Scooter Barry)
- ドリュー・バリー (Drew Barry)
- ブレント・バリー (Brent Barry)
- リック・バリー (Rick Barry)
- デビン・ハリス (Devin Harris)
- ルシア・ハリス (Lusia Harris)
- ロバート・パリッシュ (Robert Parish)
- アル・ハリントン (Al Harrington)
- デイビッド・パルマー (David Palmer)
- ジュワン・ハワード (Juwan Howard)
- ジョシュ・ハワード (Josh Howard)
- ドワイト・ハワード (Dwight Howard)
- ディック・バン・アースデール (Dick Van Arsdale)
- トム・バン・アースデール (Tom Van Arsdale)
- リンジー・ハンター (Lindsey Hunter)
- マイク・バントム (Mike Bantom)
- ジョン・ハンフリー (John Humphrey)
- ポール・ピアース (Paul Pierce)
- アラナ・ビアード (Alana Beard)
- マイケル・ビーズリー (Michael Beasley)
- モリス・ピーターソン (Morris Peterson)
- ウィリアム・ピッペン (William Pippen)
- スコッティ・ピッペン (Scottie Pippen)
- マイク・ビビー (Mike Bibby)
- ラリー・ヒューズ (Larry Hughes)
- チャンシー・ビラップス (Chauncey Billups)
- グラント・ヒル (Grant Hill)
- デイブ・ビン (Dave Bing)
- ジョー・ファルクス (Joe Fulks)
- デレック・フィッシャー (Derek Fisher)
- アンディ・フィリップ (Andy Phillip)
- マイケル・フィンリー (Michael Finley)
- ジョシュ・ブーン (Josh Boone)
- ロン・ブーン (Ron Boone)
- デリック・フェイバーズ (Derrick Favors)
- ダニー・フェリー (Danny Ferry)
- レイ・フェリックス (Ray Felix)
- レイモンド・フェルトン (Raymond Felton)
- ランディ・フォイ (Randy Foye)
- アドナル・フォイル (Adonal Foyle)
- アレックス・フォイル (Alexus Foyle)
- ラリー・フォウスト (Larry Foust)
- ジェフ・フォスター (Jeff Foster)
- シェリル・フォード (Cheryl Ford)
- T・J・フォード (T.J. Ford)
- カルロス・ブーザー (Carlos Boozer)
- ボブ・ブーザー (Bob Boozer)
- ジョー・ブライアント (Joe Bryant)
- コービー・ブライアント (Kobe Bryant)
- マーク・プライス (Mark Price)
- クワミ・ブラウン (Kwame Brown)
- P・J・ブラウン (P.J. Brown)
- ラリー・ブラウン (Larry Brown)
- コーリー・ブラウント (Corie Blount)
- マーク・ブラウント (Mark Blount)
- ショーン・ブラッドリー (Shawn Bradley)
- ビル・ブラッドリー (Bill Bradley)
- スティーブ・フランシス (Steve Francis)
- エルトン・ブランド (Elton Brand)
- ジョエル・プリジビラ (Joel Przybilla)
- デモン・ブルックス (De'Mon Brooks)
- スティーブ・ブレイク (Steve Blake)
- ウォルト・フレイジャー (Walter Frazier)
- キャロル・ブレイズジョースキー (Carol Blazejowski)
- ウィル・ブレイロック (Will Blalock)
- スペンサー・ヘイウッド (Spencer Haywood)
- ヴィン・ベイカー (Vin Baker)
- エルヴィン・ヘイズ (Elvin Hayes)
- ゲイリー・ペイトン (Gary Payton)
- エルジン・ベイラー (Elgin Baylor)
- ボブ・ペティット (Bob Pettit)
- ジョーダン・ベル (Jordan Bell)
- ラジャ・ベル (Raja Bell)
- ジョナサン・ベンダー (Jonathan Bender)
- マーク・ヘンドリクソン (Mark Hendrickson)
- デービッド・ベンワー (David Benoit)
- クリス・ホイットニー (Chris Whitney)
- ブルース・ボウエン (Bruce Bowen)
- コニー・ホーキンス (Connie Hawkins)
- クリス・ポール (Chris Paul)
- キース・ヴァン・ホーン (Keith Van Horn)
- マグジー・ボーグス (Muggsy Bogues)
- ジェームズ・ポージー (James Posey)
- ジェイク・ヴォスクール (Jake Voskuhl)
- クリス・ボッシュ (Chris Bosh)
- ケビン・ポーター (Kevin Porter)
- ジェフ・ホーナセック (Jeff Hornacek)
- トム・ホーバス (Tom Hovasse)
- ジム・ポラード (Jim Pollard)
- ライオネル・ホリンズ (Lionel Hollins)
- シャミーク・ホールズクロー (Chamique Holdsclaw)
- ジム・ホルスタイン (Jim Holstein)
- ビリー・ポールツ (Billy Paultz)
- レッド・ホルツマン (Red Holzman)
- ルーシー・ボルトン (Ruthie Bolton)
- ジョ・ジョ・ホワイト (Jo Jo White)
- キャピー・ポンデクスター (Cappie Pondexter)

## ま行
- ジョージ・マイカン (George Mikan)
- ボブ・マカドゥー (Bob McAdoo)
- ジェイソン・マキシエル (Jason Maxiell)
- ジョージ・マクギニス (George McGinnis)
- アントニオ・マクダイス (Antonio McDyess)
- ゼイビア・マクダニエル (Xavier McDaniel)
- ジェリー・マクナマラ (Gerry McNamara)
- ケビン・マクヘイル (Kevin McHale)
- ネイト・マクミラン (Nate McMillan)
- トレーシー・マグレディ (Tracy McGrady)
- コーリー・マゲッティ (Corey Maggette)
- エンジェル・マコートリー (Angel McCoughtry)
- ドニエル・マーシャル (Donyell Marshall)
- マイキー・マーシャル (Mickey Marshall)
- セドリック・マックスウェル (Cedric Maxwell)
- バーノン・マックスウェル (Vernon Maxwell)
- タイリース・マクシー(Tyrese MaxeyMaxey)
- ジャマール・マッシュバーン (Jamal Mashburn)
- ケビン・マーティン (Kevin Martin)
- ケニオン・マーティン (Kenyon Martin)
- スレーター・マーティン (Slater Martin)
- トロイ・マーフィー (Troy Murphy)
- ステフォン・マーブリー (Stephon Marbury)
- ピート・マラビッチ (Pete Maravich)
- ダン・マーリー (Dan Majerle)
- ショーン・マリオン (Shawn Marion)
- クリス・マリン (Chris Mullin)
- ジェフ・マリンズ (Jeff Mullins)
- トレーシー・マレー (Tracy Murray)
- ラモンド・マレー (Lamond Murray)
- ロナルド・マレー (Ronald Murray)
- カール・マローン (Karl Malone)
- ジェフ・マローン (Jeff Malone)
- モーゼス・マローン (Moses Malone)
- スティーヴ・ミックス (Steve Mix)
- ヴァーン・ミッケルセン (Vern Mikkelsen)
- ワッツ・ミサカ (Wat Misaka)
- アンドレ・ミラー (Andre Miller)
- ケリー・ミラー (Kelly Miller)
- ココ・ミラー (Coco Miller)
- シェリル・ミラー (Cheryl Miller)
- ブラッド・ミラー (Brad Miller)
- マイク・ミラー (Mike Miller)
- レジー・ミラー (Reggie Miller)
- デリシャ・ミルトン＝ジョーンズ (DeLisha Milton-Jones)
- マイキー・ムーア (Mikki Moore)
- マヤ・ムーア (Maya Moore)
- デズモンド・メイソン (Desmond Mason)
- ロジャー・メイソン (Roger Mason)
- アン・メイヤーズ (Ann Meyers)
- デイブ・メイヤーズ (Dave Meyers)
- O.J.メイヨ (O.J. Mayo)
- ダグ・モー (Doug Moe)
- アロンゾ・モーニング (Alonzo Mourning)
- カッティノ・モブリー (Cuttino Mobley)
- アダム・モリソン (Adam Morrison)
- シドニー・モンクリーフ (Sidney Moncrief)
- アール・モンロー (Earl Monroe)

## や行
- ジョージ・ヤードリー (George Yardley)
- ヴィンセント・ヤーブロー (Vincent Yarbrough)
- リンジー・ヤマサキ (Lindsey Yamasaki)
- ギャレン・ヤング (Galen Young)
- ティム・ヤング (Tim Young)
- パトリック・ユーイング (Patrick Ewing)
- ダニエル・ユーイング (Daniel Ewing)

## ら行
- コナー・ラマート(Connor Rammert)
- グレン・ライス (Glen Rice)
- アーニー・ライゼン (Arnie Risen)
- パット・ライリー (Pat Riley)
- ルース・ライリー (Ruth Riley)
- カジー・ラッセル (Cazzie Russell)
- ビル・ラッセル (Bill Russell)
- ケビン・ラブ (Kevin Love)
- スタン・ラブ (Stan Love)
- ボブ・ラブ (Bob Love)
- クライド・ラブレット (Clyde Lovellette)
- フランク・ラムジー (Frank Ramsey)
- ルディー・ラルッソ (Rudy LaRusso)
- ザック・ランドルフ (Zach Randolph)
- カート・ランビス (Kurt Rambis)
- デビッド・リー (David Lee)
- ジェイソン・リチャードソン (Jason Richardson)
- クエンティン・リチャードソン (Quentin Richardson)
- ウィリス・リード (Willis Reed)
- キャメロン・リドリー(Cameron Ridrey)
- ラファイエット・リーバー (Lafayette Lever)
- ナンシー・リーバーマン (Nancy Lieberman)
- ミッチ・リッチモンド (Mitch Richmond)
- ルーク・リドナー (Luke Ridnour)
- ナンシー・リーバーマン (Nancy Lieberman)
- ブライアント・リーヴス (Bryant Reeves)
- ラシャード・ルイス (Rashard Lewis)
- レジー・ルイス (Reggie Lewis)
- ジェリー・ルーカス (Jerry Lucas)
- ジョン・ルーカス (John Lucas)
- サム・レイシー (Sam Lacey)
- クリスチャン・レイトナー (Christian Laettner)
- ボブ・レイニア (Bob Lanier)
- ビル・レインビア (Bill Laimbeer)
- リサ・レスリー (Lisa Leslie)
- マイケル・レッド (Michael Redd)
- ボション・レナード (Voshon Lenaed)
- ケビン・ローアリー (Kevin Loughery)
- ブランドン・ロイ (Brandon Roy)
- アール・ロイド (Earl Lloyd)
- ガイ・ロジャース (Guy Rodgers)
- ジェイレン・ローズ (Jalen Rose)
- デリック・ローズ (Derrick Rose)
- ジム・ロスカトフ (Jim Loscutoff)
- デニス・ロッドマン (Dennis Rodman)
- オスカー・ロバートソン (Oscar Robertson)
- クリフォード・ロビンソン (Clifford Robinson)
- グレン・ロビンソン (Glenn Robinson)
- デビッド・ロビンソン (David Robinson)
- トーマス・ロビンソン (Thomas Robinson)
- ネイト・ロビンソン (Nate Robinson)
- トゥリー・ロリンズ (Tree Rollins)
- ショーン・ロング (Shawn Long)

## わ行
- ボブ・ワイス (Bob Weiss)
- リン・ワシントン (Lynn Washington)
- アール・ワトソン (Earl Watson)
- ジェロッド・ワード (Jerod Ward)